# Kočičí akné

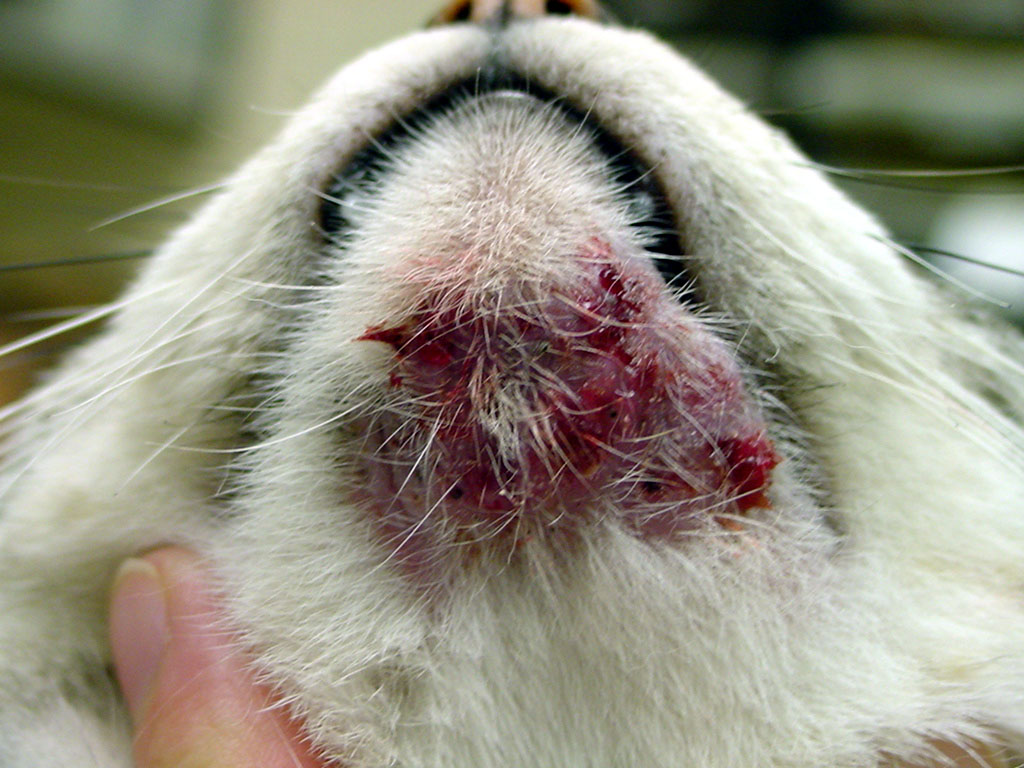
postižená brada kočky

Kočičí akné je akné u koček. Jde o častý zdravotní problém u těchto zvířat. Ve většině případů jsou symptomy mírné a časem zmizí. Vážnější případy však kazí vzhled kočky a průběh nemoci je chronický. Kočičí akné se vyskytuje u koček obou pohlaví, všech věků i plemen.
Kočičí akné je typicky způsobeno bakteriální infekcí. Jiné podobné (ale daleko vzácnější) problémy jsou způsobeny roztoči, demodikózou, plísněmi či kvasinkami, a autoimunitními nemocemi.

## Příznaky a průběh nemoci
Černé tečky se objeví v srsti kolem tlamičky a na bradě. Není to špína, ale černý maz. Ucpané mazové žlázky vlasových folikul vedou k uhrům (tzv. komedonům), které se pak zanítí, opuchnou, a tvoří se vředy a stroupky. Někdy to kočku svědí a dráždí; časté drbání může způsobit krvácení. Kůže bývá rudá a bolestivá, a po čase i lysá.

## Příčiny
- hyperaktivní mazové žlázy
- nedostatečná hygiena
- alergie na krmivo
- plastové misky
- stres

## Léčba
Kromě čistých keramikových či skleněných misek a zkoušení jiného typu žrádla (zvláště granolí), radí veterináři následující:
- benzoyl peroxid – želé
- mupirocin – krém
- isotretinoin (Retin-A)
- systemická antibiotika
- kortikosteroidy
- domněnky o hormonální bázi byly překonány; dnes se dává důraz na genetickou náchylnost[2]

Kočičí diskuze na internetu radí omývání heřmánkovým čajem, či potírání Betadinem (Jodisolem), nebo alkoholem.